# Mistrzostwa Oceanii w Judo 2015
28. Mistrzostwa Oceanii w judo odbywały się 11 kwietnia 2015 roku w Païta w Nowej Kaledonii. W tabeli medalowej tryumfowali zapaśnicy z Australii.

## Klasyfikacja medalowa
| Miejsce | Państwo             |    |    |    | Razem |
| ------- | ------------------- | -- | -- | -- | ----- |
| 1       | Australia           | 10 | 5  | 3  | 18    |
| 2       | Nowa Zelandia       | 2  | 4  | 3  | 9     |
| 3       | Nowa Kaledonia ()   | 1  | 1  | 4  | 6     |
| 4       | Polinezja Francuska | 0  | 2  | 2  | 4     |
| 5       | Fidżi               | 0  | 1  | 0  | 1     |
| 6       | Samoa               | 0  | 0  | 1  | 1     |
| Razem   | Razem               | 13 | 13 | 13 | 39    |

## Medaliści

### Mężczyźni
| Konkurencja: | Złoto:           | Srebro:        | Brąz:                            |
| −60 kg       | Josh Katz        | Yvan Shan      | Clement Muller                   |
| −66 kg       | Nathan Katz      | Cedric Delanne | Alexander Bishop Pierre Charlier |
| −73 kg       | Jake Bensted     | Lee Calder     | Gaston Lafon Adrian Leat         |
| −81 kg       | Eoin Coughlan    | Josateki Naulu | Ivica Pavlinic                   |
| −90 kg       | Teva Gouriou     | Diego Barreto  | Cyril Gaudemer Sebastian Temesi  |
| −100 kg      | Jason Koster     | Duke Didier    | Elijah Schuurmans                |
| ponad 100 kg | Jake Andrewartha | Sam Rosser     | Derek Sua                        |

### Kobiety
| Konkurencja: | Złoto:            | Srebro:        | Brąz:          |
| −48 kg       | Chloe Rayner      | Amy Meyer      | ----           |
| −52 kg       | Hannah Trotter    | Justine Bishop | Rosa Delots    |
| −57 kg       | Ellen Wright      | Darcina Manuel | Cindy Rival    |
| −63 kg       | Katharina Haecker | Maeve Coughlan | ----           |
| −70 kg       | Moira de Villiers | Sara Collins   | Aoife Coughlan |
| −78 kg       | Miranda Giambelli | Marie Atuvaha  | ----           |